# Música de marimba mexicana

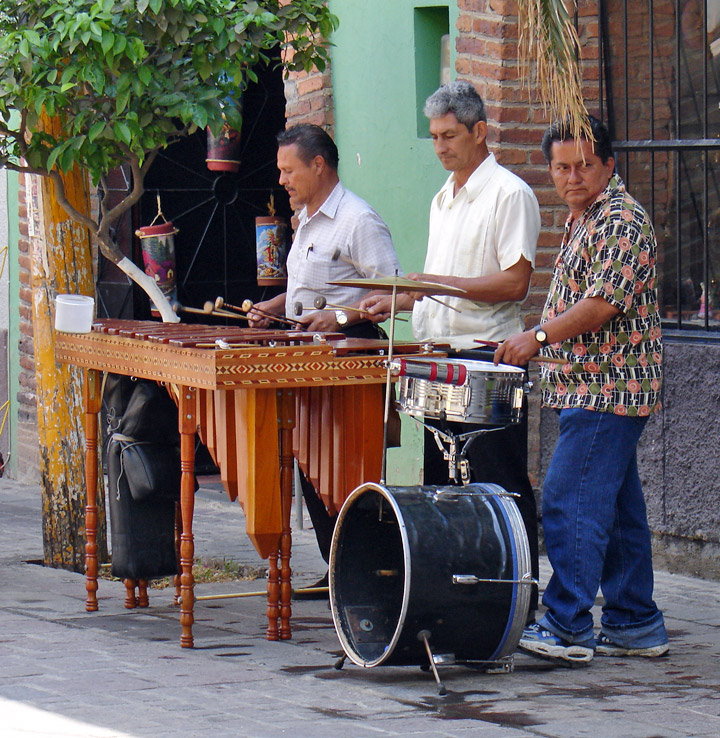
Marimba tapatia interpretando "El canario"

La música de marimba es la música interpretada ya sea por una, dos o más personas (un ejecutante en el área de sonidos graves o bajos) o por una orquesta de marimbas, a la que se agrega bajo eléctrico o contrabajo, batería y un instrumento de aliento. Su repertorio tradicional es de sones y canciones del sureste, además de otras formas musicales típicas del país.
En Chiapas la música de Marimba es muy versátil, es tal el gusto por este estado que se interpretan sones chiapanecos, polkas, valses, paso doble, cumbias, charangas, boleros, etc. 
En Tabasco es considerado un instrumento clave para interpretar canciones de la región. Se complementa con tambores y flautas para dar paso al zapateo, su baile tradicional.

## Orígenes
La marimba tradicional mexicana proviene de Chiapas, y tiene su origen en instrumentos que introdujeron los esclavos negros en la época de la conquista, aunque es difícil definir su origen, debido a que las tradiciones de los tres lugares están muy entremezcladas. En esencia, difiere un poco de la marimba de concierto en la afinación, que en general no es tan precisa; además de que el aspecto exterior es ornamentado con madera solamente y los resonadores que terminan en forma de prisma, tienen un pedazo de caucho que vibra cuando se percuten las teclas. Su tesitura y dimensión es muy variable.
Según un documento fechado el 9 de octubre de 1545, en la Hacienda de Santa Lucía, en Jiquipilas, Chiapas, Pedro Gentil de Bustamante relata una celebración de indígenas:
 ...dicho instrumento está compuesto de ocho tablillas de madera roja, desiguales de tamaño, questán agujereadas unidas con cordón y producen eco alegre con tablas del palo de macaguil (macagüil) (...) las hileras de tablas amarradas a orquestas (sic) cortas embradas y estiradas bajo dicho instrumento un hoyo en el suelo y pegados con resina en las tablas cascabeles de serpientes quen hacen vibrar musicales con golpes de dos pequeños palillos con cabeza de cera negra uno para cada mano ... 
En Tabasco, la marimba tuvo su origen en la zona del municipio de Balancán, cuando algunos esclavos negros que huían de los españoles, se refugiaron en esa región. En la aldea de Mactun, los mayas y los negros construyeron las primeras marimbas de Tabasco. Estas primeras marimbas se constituían por un solo teclado haciendo una labor extraordinaria el tocarla ya que debían colocarle una serie de bolas de cera para obtener el tono deseado y posterior a esto retirarlos inmediatamente. Posteriormente en los siglos XIX y XX se crearon grupos de marimbas, y su tradición se desarrolló paralelamente a la de las bandas militares.
Desde su origen, la marimba ha formado parte importante de la música tradicional de Tabasco, y es parte esencial del Zapateo, el baile tradicional de Tabasco. La gran mayoría de la música tabasqueña, es acompañada con las notas de la marimba.
Sobre el origen de la marimba hay diferentes teorías: la que sostiene que el origen de la marimba es exclusivamente americano, la que afirma que procede de África, la que dice que el origen está en Malasia, y la teoría de las células primarias. La teoría americanista habla de que el origen puede encontrarse en el Teponaxtle, instrumento precortesiano, que fue evolucionando hasta nuestros días. Aseguran que a los primeros teclados de apenas 8 tablillas se le llamó en náhuatl: Yolotli (corazón de cielo) y en maya-quiché: Chcahbix (árbol cantor). La teoría africanista es la más promovida por los investigadores europeos y la más repetida por nosotros mismos. La otra teoría que dice que el origen de la marimba es en Malasia, la defiende el musicólogo alemán Curt Sachs, según ella, la marimba pasa de Malasia a la India, y de ahí a África. La última teoría de las células primarias dice que los teclados primitivos se dieron simultáneamente en toda la franja tropical que circunda al planeta, entre el trópico de cáncer y el Ecuador, en donde se disponía de la madera de hormiguillo o marimbo. En Chiapas, aparece la primera marimba en la Hacienda de Santa Lucía, del municipio de Jiquipilas en el año de 1545, y consistía en 8 tablillas de madera roja que se perforaban y unían por medio de cordeles. Se colocaban cascabeles de víboras debajo de estas teclas para que vibraran al unísono del instrumento, y se tocaba sentados en el suelo. Después, esta marimba primitiva sufrió una serie de transformaciones hasta llegar a la que conocemos en la actualidad.
La primera modificación fue en 1701 cuando se aumentan las teclas a 17, se le colocan resonadores de tecomate, también llamados pumpos. El instrumento se toca de pie, sosteniéndolos con dos varillas amarradas a la cintura y una correa pendiente del cuello. 
Luego entre 1840 y 1850 se le aumentan las teclas a 25; sin embargo, el instrumento se apoya en cojines en lugar de patas y los resonadores se construyen de madera en forma de pumpos. Los músicos tocan sentados. Para crear semitonos, los ejecutantes aplican pedazos de cera a las barras para alterar los tonos.
En el año de 1850, el marimbista tonalteco Manuel Bolán Cruz (1810-1863), modificó la marimba primitiva o de arco, por la recta de madera, alargándole las patas para que los marimbistas estuvieran de pie, y aumentó la tecladura para que pudiera ser ejecutada por tres músicos, además de ponerle bastidor y cajonería de madera, en lugar de tecomates. Con estas innovaciones, Manuel Bolán logró que la marimba se difundiera por todo el Estado. 
Para 1865 se sustituyen los pumpos por resonadores cuadrangulares de madera de cedro; para 1880 se le ponen resonadores de madera debajo de cada tecla. Pero el hecho más importante fue cuando el Señor Corazón Borraz de San Bartolomé de los Llanos ( hoy Venustiano Carranza) crea el doble teclado o marimba cuache en el 1897 y así crea la marimba moderna. Hecho de suma importancia, por lo que el Padre de la Marimba debe ser Corazón de Jesús Borraz, y el abuelo de la Marimba sería Manuel Bolán Cruz. Este invento permitió la ejecución de todo tipo de música. Por último, el Señor Francisco Santiago Borraz inventa la marimba requinta o tenor en el año de 1916.

## Intérpretes Reconocidos
- Zeferino Nandayapa

Compositor e Intérprete de Marimba, y fundador de una generación de músicos en dicho instrumento. Participó en la Orquesta Sinfónica Nacional de México así com también en la Orquesta Filarmónica Real en Londres y en la Orquesta de la Comunidad de Madrid en España.
- Orquesta Marimba de los Hermanos Domínguez.

Esta agrupación se encuentra conformada por siete hermanos chiapanecos, nacidos entre 1900 y 1920. Se trata de Francisco, Abel, Ernesto, Armando, Gustavo, Ramiro y Alberto Domínguez, este último reconocido porque durante dos semanas consecutivas ocupara el primer lugar en popularidad en el Hit Parade de la Ciudad de Nueva York, allá por el año de 1941. Las canciones que lo llevaron a los puestos número uno fueron Perfidia y Frenesí, y desde aquella época han sido interpretadas exitosamente y actualmente también son frecuentemente interpretadas por las más grandes bandas musicales de Estados Unidos y México.